# Marcel Botton
Marcel Botton (Il Cairo, 20 aprile 1946) è un economista francese, oltre che giornalista, professore di economia, venditore immobiliare, prima di approdare all'attività cui si dedica da 25 anni: l'ideazione di marchi e nomi per società e prodotti.

## Le creazioni principali ed il metodo seguito
Fondatore della "Nomen", nel 1981, società leader nel settore, con 50 dipendenti, ha inventato oltre 1.200 nomi di marche, marchi, denominazioni sociali, ecc.
Il primo grande successo fu il nome "Clio" attribuito a un'automobile della Renault, interrompendo la serie numerica (R4, R5, R12, ecc.), seguito da molte altre invenzioni famose: dall'automobile Yaris della Toyota all'acqua Arvie, dal "Miracle de Lancome" a "Mania" (Armani).
L'équipe che collabora con Botton è composta di linguisti, semiologi, psicologi e vede un predominio femminile, non a caso, poiché Botton ritiene che le donne siano migliori degli uomini in questo campo. Scopo dell'équipe è quello di studiare ed ipotizzare un ampio numero di soluzioni possibili per il nome da assegnare ad un determinato oggetto, progressivamente ridotto numericamente fino ad offrire al cliente la soluzione individuata o un ventaglio ristretto di alternative tra le quali scegliere.